# 中村晃子
中村 晃子（なかむら あきこ、1945年1月3日 - ）は、日本の歌手、女優、声優。千葉県習志野市出身。本名同じ。愛称はアッコ。血液型はO型。身長163cm、B85・W60・H88。ベルグコーポレーション所属。習志野市立第一中学校、昭和学院高等学校卒業。

## 来歴
1962年、高校在学中に第2回ミス・エールフランスコンテストに応募して最終審査まで進んだことがきっかけで、松竹大船撮影所からお呼びがかかり、同撮影所の奨学生制度の一人として同年に銀幕デビュー。その後、1964年5月に松竹と正式に契約を結んだ。多数の映画に出演し、1965年〜1966年は田村正和とコンビで売り出すも、互いに芽が出ずパッとしない存在だったが、その後同年『望郷と掟』『炎と掟』やザ・ドリフターズの映画などに出演。当時は外車が好きでオペルなどを乗り継いだ。
1965年に『青い落葉』にてレコードデビュー。1967年には『虹色の湖』をリリース。グループ・サウンズ全盛の時期にあって、女性ソロ・シンガーとして80万枚を売り上げた。この曲は彼女の最大のヒットで、チャート3位まで上昇した。当時はミニスカートやミリタリー・ルックのファッションだった。続く1968年の『砂の十字架』もヒットを記録。
1968年末には、『虹色の湖』で第19回NHK紅白歌合戦（NHK総合・ラジオ第1、#NHK紅白歌合戦出場歴参照）に初出場。へそ出しルックで歌っていたために、NHKにはなかなか出演できなかったという。また、アメリカドラマ『かわいい魔女ジニー』の声優も担当。
1971年にはテレビドラマ『美しきチャレンジャー』（TBS）の主題歌を担当。20代には最初のヌードも発表。1973年には細川俊之とのデュエットによるカバー曲『あまい囁き』がヒットした。1974年には『薔薇の囁き』を発表したが、歌う時のスタイルは、お尻が半分見えそうな黒のドレスだったと本人が述懐している。このスタイルは中村がフランスの女優ミレーユ・ダルクに憧れ、彼女の雰囲気に近づくためだったという。
1980年『恋の綱わたり』（TBS系ドラマ『離婚ともだち』挿入歌）も4位を記録、30万枚を超える久々のヒットとなった。さらにTBS系歌謡番組『ザ・ベストテン』にも同曲でランクインを果たした。87年には映画『待ち濡れた女』に主演した。また声優として『チャーリーズ・エンジェル』1,4で、ファラ・フォーセットの声の吹き替えを担当した。後年には『天使にラブ・ソングを…』のウーピー・ゴールドバーグの吹き替えも行っている。
女優としてはテレビドラマ『影の軍団III』にレギュラー出演し、時代劇にも活躍の場を広げた。1994年には20代以来、久しぶりのヌードを発表し好評を得た。このヘアヌード写真集では絵コンテを自身で手がけ話題となった。
弟一家と共に千葉県習志野市に在住。豪邸を構える。2002年にはTBS系生活情報番組「ジャスト」の『ミスターちんの珍邸豪邸お宅訪問』コーナーで紹介され、自家用エレベーターを導入した話などを愉快に語った。
2011年11月3日には『木曜8時のコンサート〜名曲!にっぽんの歌〜』（テレビ東京）に出演するなど、引き続き歌手活動も行っている。

## 人物
兄1人弟1人の真ん中で、母の村山雪子（東光子）は三浦環門下のオペラ歌手。レコードも出す芸能人だったが、戦争で歌手活動を志半ばで中止していた。
父は警察官で、晃子の芸能界入りに反対していた。
母雪子も当初反対したが、晃子のデビューが決まると一転して芸能活動を支え、歌のアドバイスをした。1995年3月10日に85歳で死去するまで晃子をサポート。晃子邸には雪子が使用していたピアノが保存されている。
1969年1月27日、フジテレビ系列の生放送歌謡番組『夜のヒットスタジオ』において、「コンピューター恋人占い」のコーナーでは、「最も相性の良い人物」に同番組で当時の男性司会者・前田武彦と発表される。その直後中村は気が動転したのか、新曲『涙の森の物語』を泣きながら歌唱する羽目となってしまい、途中で前田がハンカチで中村の涙を拭いていた。
趣味はゴルフ、テニス、卓球。

## ディスコグラフィ

### シングル
- 一部を除きキングレコードからリリース[注釈 1]。

| #  | 発売日          | 曲順 | タイトル                   | 作詞             | 作曲              | 編曲       | 規格品番   |
| -- | --------------- | ---- | -------------------------- | ---------------- | ----------------- | ---------- | ---------- |
| 1  | 1965年 10月20日 | A面  | 青い落葉                   | 横井弘           | 小川寛興          | 小川寛興   | BS-314     |
| 1  | 1965年 10月20日 | B面  | 東京のイブ                 | 横井弘           | 小川寛興          | 小川寛興   | BS-314     |
| 2  | 1966年 2月1日   | A面  | 霧情                       | 横井弘           | 小川寛興          | 小川寛興   | BS-370     |
| 2  | 1966年 2月1日   | B面  | 涙のペンダント             | 横井弘           | 小川寛興          | 小川寛興   | BS-370     |
| 3  | 1966年 5月1日   | A面  | 私のせいじゃない           | 矢野亮           | 宇野弘恭          | 宇野弘恭   | BS-415     |
| 3  | 1966年 5月1日   | B面  | どっちにしようかな         | 下條ひでと       | 小川寛興          | 小川寛興   | BS-415     |
| 4  | 1966年 10月1日  | A面  | 私はマジョリーナ           | 横井弘           | 小川寛興          | 小川寛興   | BS-502     |
| 4  | 1966年 10月1日  | B面  | 海はひとりぽっち           | 横井弘           | 小川寛興          | 小川寛興   | BS-502     |
| 5  | 1967年 2月1日   | A面  | あなたはどこへ             | 木下龍太郎       | 高田弘            | 安藤邦夫   | BS-575     |
| 5  | 1967年 2月1日   | B面  | 原宿の雨                   | 永井ひろし       | 川上英一          | 高田弘     | BS-575     |
| 6  | 1967年 5月1日   | A面  | 太陽に恋をして             | 横井弘           | 小川寛興          | 小川寛興   | BS-628     |
| 6  | 1967年 5月1日   | B面  | フラワー東京               | 横井弘           | 小川寛興          | 小川寛興   | BS-628     |
| 7  | 1967年 10月10日 | A面  | 虹色の湖                   | 横井弘           | 小川寛興          | 森岡賢一郎 | BS-724     |
| 7  | 1967年 10月10日 | B面  | 夢みていたい               | 横井弘           | 小川寛興          | 森岡賢一郎 | BS-724     |
| 8  | 1968年 1月20日  | A面  | 砂の十字架                 | 横井弘           | 小川寛興          | 森岡賢一郎 | BS-800     |
| 8  | 1968年 1月20日  | B面  | 愛の願い                   | 横井弘           | 小川寛興          | 森岡賢一郎 | BS-800     |
| 9  | 1968年 8月10日  | A面  | なげきの真珠               | 横井弘           | 小川寛興          | 森岡賢一郎 | BS-880     |
| 9  | 1968年 8月10日  | B面  | 恋のマグノリア             | 横井弘           | 小川寛興          | 森岡賢一郎 | BS-880     |
| 10 | 1969年 1月1日   | A面  | 涙の森の物語               | 横井弘           | 小川寛興          | 森岡賢一郎 | BS-934     |
| 10 | 1969年 1月1日   | B面  | 夕陽に駆ける少年           | 横井弘           | 小川寛興          | 森岡賢一郎 | BS-934     |
| 11 | 1969年 4月10日  | A面  | ローマの灯                 | 石井志都子       | 佐香裕之          | 森岡賢一郎 | BS-991     |
| 11 | 1969年 4月10日  | B面  | うんと愛して               | 世志凡太         | 森岡賢一郎        | 森岡賢一郎 | BS-991     |
| 12 | 1969年 9月10日  | A面  | 風とバラの荒野             | 横井弘           | 小川寛興          | 森岡賢一郎 | BS-1073    |
| 12 | 1969年 9月10日  | B面  | 愛のおそれ                 | 横井弘           | 小川寛興          | 森岡賢一郎 | BS-1073    |
| 13 | 1970年 2月1日   | A面  | いつか愛して               | 廖英昭           | 鈴木邦彦          | 鈴木邦彦   | BS-1135    |
| 13 | 1970年 2月1日   | B面  | 白い椅子                   | 野崎みのる       | 鈴木邦彦          | 鈴木邦彦   | BS-1135    |
| 14 | 1970年 6月1日   | A面  | 愛の肖像                   | 横井弘           | 小川寛興          | 森岡賢一郎 | BS-1225    |
| 14 | 1970年 6月1日   | B面  | 愛されすぎる人だから       | 吉田旺           | 鈴木淳            | 小谷充     | BS-1225    |
| 15 | 1970年 9月1日   | A面  | 湖は天使の涙               | 横井弘           | 小川寛興          | 森岡賢一郎 | BS-1256    |
| 15 | 1970年 9月1日   | B面  | あきらめたはずなのに       | 永井ひろし       | 市山達己 鈴木信夫 | 小谷充     | BS-1256    |
| 16 | 1971年 1月20日  | A面  | 裸足のブルース             | 木下龍太郎       | 高田弘            | 高田弘     | BS-1309    |
| 16 | 1971年 1月20日  | B面  | 気まぐれ列車               | 木下龍太郎       | 高田弘            | 池野成秋   | BS-1309    |
| 17 | 1971年 5月1日   | A面  | 美しきチャレンジャー       | 岩谷時子         | 筒美京平          | 筒美京平   | ES(H)-1013 |
| 17 | 1971年 5月1日   | B面  | 恋のゆくえ                 | 岩谷時子         | 筒美京平          | 筒美京平   | ES(H)-1013 |
| 18 | 1971年 6月1日   | A面  | 情熱の海                   | 橋本淳           | 高田弘            | 高田弘     | BS-1389    |
| 18 | 1971年 6月1日   | B面  | 花の栄光                   | 橋本淳           | 高田弘            | 高田弘     | BS-1389    |
| 19 | 1971年 10月1日  | A面  | 旅愁〜ローマ               | 水紀亜美         | 北村得夫          | 北村得夫   | BS-1440    |
| 19 | 1971年 10月1日  | B面  | 愛のぬくもり               | 橋本淳           | 北村得夫          | 北村得夫   | BS-1440    |
| 20 | 1971年 12月10日 | A面  | 哀愁の旅                   | キヨシ・ナカムラ | キヨシ・ナカムラ  | 森岡賢一郎 | BS-1472    |
| 20 | 1971年 12月10日 | B面  | 自由なかもめ               | ヒロコ・ムトー   | 江口浩司          | 馬飼野俊一 | BS-1472    |
| 21 | 1972年 5月25日  | A面  | ガラスの城                 | 小谷夏           | 井上忠夫          | 馬飼野俊一 | BS-1543    |
| 21 | 1972年 5月25日  | B面  | グッドバイ・ゴーストタウン | 落合武司         | 江口浩司          | 馬飼野俊一 | BS-1543    |
| 22 | 1972年 9月5日   | A面  | あの街はどこへいった       | 小谷夏           | 井上忠夫          | 馬飼野俊一 | BS-1586    |
| 22 | 1972年 9月5日   | B面  | 夜汽車にひとり             | ヒロコ・ムトー   | 江口浩司          | 馬飼野俊一 | BS-1586    |
| 23 | 1972年 12月10日 | A面  | 倉敷・涙も匂う町           | 室山多香史       | 飯田三郎          | 飯田三郎   | BS-1630    |
| 23 | 1972年 12月10日 | B面  | 恋の冒険                   | 横井弘           | 小川寛興          | 小谷充     | BS-1630    |
| 24 | 1973年 7月25日  | A面  | 激しい恋                   | 山口あかり       | 宮川泰            | 宮川泰     | BS-1731    |
| 24 | 1973年 7月25日  | B面  | 北国の慕情                 | 水紀亜美         | 桜庭伸幸          | 桜庭伸幸   | BS-1731    |
| 25 | 1974年 4月25日  | A面  | 薔薇の囁き                 | 千家和也         | 葵まさひこ        | 葵まさひこ | BS-1823    |
| 25 | 1974年 4月25日  | B面  | 二十歳の想い出             | 千家和也         | 馬飼野俊一        | 馬飼野俊一 | BS-1823    |
| 26 | 1975年 2月10日  | A面  | 恋しぐれ                   | なかにし礼       | 川口真            | 高田弘     | BS-1885    |
| 26 | 1975年 2月10日  | B面  | 愛の終止符                 | なかにし礼       | 川口真            | 高田弘     | BS-1885    |
| 27 | 1975年 11月21日 | A面  | 旅路                       | たかたかし       | 中村泰士          | 川口真     | BS-1981    |
| 27 | 1975年 11月21日 | B面  | ボリビアの惚れ薬           | たかたかし       | 中村泰士          | 川口真     | BS-1981    |
| 28 | 1976年 8月5日   | A面  | 傷ついた小鳥               | 岡田冨美子       | M.Safka           | 高田弘     | GK-31      |
| 28 | 1976年 8月5日   | B面  | 青春に乾杯                 | 山上路夫         | R.Vincent         | 宮川泰     | GK-31      |
| 29 | 1977年 1月21日  | A面  | めぐり逢わないのに         | 杉紀彦           | 長戸大幸          | 高田弘     | GK-73      |
| 29 | 1977年 1月21日  | B面  | 私小説                     | 杉紀彦           | 杉本真人          | 高田弘     | GK-73      |
| 30 | 1978年 6月5日   | A面  | じゃじゃ馬ならし           | 及川恒平         | 芹沢廣            | 直居隆雄   | GK-212     |
| 30 | 1978年 6月5日   | B面  | 炎の女になれ               | 及川恒平         | 芹沢廣            | 芹沢廣     | GK-212     |
| 31 | 1979年 6月5日   | A面  | この愛に生きる             | 中原葉子         | M.Hamlisch        | 和泉常寛   | GK-316     |
| 31 | 1979年 6月5日   | B面  | ハート色天気予報           | 中原葉子         | B.Östlund         | 和泉常寛   | GK-316     |
| 32 | 1980年 6月5日   | A面  | 恋の綱わたり               | 福田陽一郎       | 三木たかし        | 船山基紀   | RS-218     |
| 32 | 1980年 6月5日   | B面  | 夜ふかし気分               | 阿久悠           | 川口真            | 高田弘     | RS-218     |
| 33 | 1981年 1月25日  | A面  | ささやきの首飾り           | 福田陽一郎       | 三木たかし        | 船山基紀   | RS-508     |
| 33 | 1981年 1月25日  | B面  | 男嫌いのバラード           | 福田陽一郎       | 三木たかし        | 船山基紀   | RS-508     |

#### デュエット・シングル
| 発売日          | デュエット | 曲順 | タイトル                                          | 作詞             | 作曲             | 編曲     | 規格品番 |
| --------------- | ---------- | ---- | ------------------------------------------------- | ---------------- | ---------------- | -------- | -------- |
| 1972年 8月10日  | 六文銭     | A面  | みどりのとんぼ                                    | なかがわあきら   | 小室等           | 小川寛興 | BS-1575  |
| 1973年 7月25日  | 細川俊之   | A面  | あまい囁き                                        | 杉紀彦           | G.Ferrio         | 川上英一 | BS-1737  |
| 1990年 11月21日 | 仲村泰人   | 01   | だからタンゴで…                                   | 香蘭夢           | 鈴木淳           | 桜庭伸幸 | KIDD-136 |
| 1990年 11月21日 | -          | 02   | ディオ・コメティ・アモ－愛の旋律－ (歌：中村晃子) | キヨシ・ナカムラ | キヨシ・ナカムラ | 宮川泰   | KIDD-136 |

#### その他のシングル
- コンパクト盤

| 発売日 | 曲順 | タイトル               | 作詞     | 作曲     | 編曲     | 規格品番  |
| ------ | ---- | ---------------------- | -------- | -------- | -------- | --------- |
| 1969年 | A-1  | アッポ・しましま・グー | 清水浩二 | 横山菁児 | 横山菁児 | SS(H)-331 |

- 非売品シングル

| 発売日 | 曲順 | タイトル               | 作詞   | 作曲     | 編曲     | 規格品番 |
| ------ | ---- | ---------------------- | ------ | -------- | -------- | -------- |
| 1971年 | A面  | さよならはダンスの後に | 横井弘 | 小川寛興 | 高田弘   | 17A-10   |
| 1971年 | B面  | 愛のぬくもり           | 橋本淳 | 北村得夫 | 北村得夫 | 17A-10   |

- 委託制作盤

| 発売日 | 曲順 | タイトル | 作詞     | 作曲         | 編曲   | 規格品番 |
| ------ | ---- | -------- | -------- | ------------ | ------ | -------- |
| 1976年 | A面  | 思川     | 斎藤宗三 | なかのこうじ | 高田弘 | NCS-851  |

### アルバム

#### オリジナル・アルバム
| 発売日         | タイトル                                        | レーベル   | 規格 | 規格品番   |
| -------------- | ----------------------------------------------- | ---------- | ---- | ---------- |
| 1968年5月1日   | 虹色の湖〜中村晃子ヒット・アルバム〜            | キング     | LP   | SKD-2      |
| 1970年2月1日   | アッコはうたう〜中村晃子ヒット・アルバム第2集〜 | キング     | LP   | SKD-31     |
| 1970年11月10日 | 中村晃子ダブル・デラックス                      | キング     | LP   | SKW-19〜20 |
| 1971年7月1日   | 中村晃子 アタックシューベルト                   | キング     | LP   | SKD-73     |
| 2014年7月9日   | 中村晃子 アタックシューベルト                   | キング     | CD   | DSKA-009   |
| 1971年12月5日  | 裸足のブルース〜中村晃子 ヒット14〜             | キング     | LP   | SKD-99     |
| 1974年12月5日  | 「あまい囁き」〜中村晃子ベストアルバム〜        | キング     | LP   | SKA-71     |
| 1977年1月21日  | AKIKO!－ジェーン・バーキンみたいだね－          | キング     | LP   | SKA-169    |
| 2014年11月19日 | AKIKO!－ジェーン・バーキンみたいだね－          | キング     | CD   | DSKA-019   |
| 1980年10月25日 | 木曜座                                          | テイチク   | LP   | GM-106     |
| 1981年1月25日  | 恋たち・女たち                                  | テイチク   | LP   | GM-117     |
| -              | 中村晃子 三つの世界                             | 自主制作盤 | LP   | SRL-1023   |
| 1992年9月26日  | 中村晃子 ニューアルバム                         | キング     | CD   | KICS-241   |

#### ベスト・アルバム
| 発売日         | タイトル                             | レーベル | 規格品番  |
| -------------- | ------------------------------------ | -------- | --------- |
| 1991年11月5日  | 中村晃子ベスト・ヒッツ               | キング   | KICX-2045 |
| 1993年9月22日  | 中村晃子ベスト・ヒッツ               | キング   | KICX-2141 |
| 1994年6月22日  | 中村晃子・魅力のすべて               | キング   | KICS-8048 |
| 1999年12月23日 | 中村晃子全曲集                       | キング   | KICX-2563 |
| 2002年9月4日   | 昭和フォーティーズ 中村晃子 虹色の湖 | キング   | KICX-7094 |
| 2007年11月21日 | 決定版 中村晃子 2008                 | キング   | KICX-3573 |
| 2009年12月9日  | 決定版 中村晃子 2010                 | キング   | KICX-3788 |
| 2011年11月9日  | 決定版 中村晃子 2012                 | キング   | KICX-4047 |
| 2012年8月22日  | 中村晃子 ゴールデン☆ベスト           | テイチク | TECE-1122 |
| 2013年11月6日  | 決定版 中村晃子 2014                 | キング   | KICX-4271 |
| 2015年11月11日 | 決定版 中村晃子 2016                 | キング   | KICX-4568 |
| 2017年11月8日  | 決定版 中村晃子 2018                 | キング   | KICX-4832 |
| 2019年12月11日 | 決定版 中村晃子 2020                 | キング   | KICX-5135 |
| 2021年12月8日  | 決定版 中村晃子 2022                 | キング   | KICX-5458 |
| 2023年12月6日  | 決定版 中村晃子                      | キング   | KICX-5661 |

### タイアップ曲
| 年     | 楽曲                   | タイアップ                                        |
| ------ | ---------------------- | ------------------------------------------------- |
| 1969年 | アッポ・しましま・グー | NETテレビ系ドラマ『アッポ・しましま・グー』主題歌 |
| 1971年 | 美しきチャレンジャー   | TBS系ドラマ『美しきチャレンジャー』主題歌         |
| 1971年 | 恋のゆくえ             | TBS系ドラマ『美しきチャレンジャー』挿入歌         |
| 1978年 | 恋の綱わたり           | TBS系ドラマ『離婚ともだち』挿入歌                 |

## 出演作品

### テレビドラマ
- こども劇場第52回「柿若葉」（1964年5月10日、NHK）[11]
- 白い魔魚（1965年、フジテレビ）[12]
- 新吾十番勝負（1966年 - 1967年、TBS）[13]
- 太郎（1967年、NHK総合）
- 新吾十番勝負 第25話「火薬に火をつけろ」（1967年、TBS / 松竹テレビ室）- 小枝
- まぼろし城（1968年、毎日放送） - 百合
- S・Hは恋のイニシァル（1969年、TBS）
- プレイガールQ（1974年 - 1976年、東京12チャンネル） - 中原晃子
- ベルサイユのトラック姐ちゃん （1976年、NET） - 川本蘭子
- 七人の刑事　第41話「死者に花束を」（1978年2月23日、TBS）
- 離婚ともだち（1980年、TBS）- 紀子（クラブのママ）
- 影の軍団III [1]（1982年、関西テレビ） - 十六夜のお鈴
- 源九郎旅日記 葵の暴れん坊 （1982年 - 1983年、テレビ朝日）
- 終りに見た街・1982年版 （1982年、テレビ朝日）
- 遠山の金さん 第1シリーズ 第28話「手裏剣使いの女参上!」（1982年10月21日、テレビ朝日） - お吉
- 月曜ワイド劇場（テレビ朝日）
  - 「内嫁戦争　がんこ親父VS美人姉妹連合軍！」（1983年6月13日、テレビ朝日）[14]
  - 「おさな妻 私を抱いて…16歳の初夜」（1983年8月8日）[15]
  - 「サラ金でつまづいた女」（1983年8月22日）
  - 「何でも貸します！女の商売」（1986年3月10日）
- ザ・サスペンス（TBS）
  - 「フルムーン殺人旅行　妻と夫の九州横断　猫が見ていた殺人者は？」（1983年10月1日）[16]
  - 「下り特急「富士」殺人事件」（1983年10月29日）[17]
  - 「松本清張の突風」（1983年11月26日）
- 不良少女と呼ばれて (1984年、TBS) - 江田幸子（相模愛育女子学園の副園長）
- 土曜ワイド劇場（テレビ朝日）
  - 「万引夫人のとんでもない誤解」（1984年9月1日）- 速水リエ
  - 「女たちの森」（1984年12月15日）
  - 「嫁・姑殺人事件」（1985年9月28日）
  - 「牟田刑事官事件ファイル5・露天風呂撮影会ツアー殺人事件」（1986年8月2日） - カオリ
  - 「京都化野殺人事件」（1987年3月7日） - 吉川和美
- 西部警察 PART-III　最終回スペシャル｢大門死す！男たちよ永遠に...｣ (1984年10月22日、テレビ朝日） - 松井圭子
- 目撃者（1984年）[18]
- 特捜最前線 第420話「女未決囚408号の告白！」（1985年6月19日、テレビ朝日）
- スタア誕生 （1985年、フジテレビ） - 三上美也子
- 金曜女のドラマスペシャル（フジテレビ）
  - 「殺す風」（1985年5月17日）
  - 「カード殺人風景」（1985年9月27日）
  - 「嫁と姑の死角」（1986年1月31日）
  - 「北軽井沢山荘殺人風景　夫が帰ってきた！しかし、その顔は…」（1987年1月23日）[19]
  - 「離婚夫婦シリーズ1・離婚夫婦の鹿児島殺人ミステリー」（1987年7月10日）
- 水曜ドラマスペシャル（TBS）
  - 「虚空の時差」（1985年7月31日）
  - 「悪魔が天使の顔で舞い降りる」（1986年2月12日）
- ヤヌスの鏡（1985年、フジテレビ） - 杏子（六本木のバー「トランク」のママ）
- 木曜ドラマストリート（フジテレビ）
  - 「家族八景 18歳の家政婦は見た!!」（1986年1月30日）[20] - 桐生綾子
  - 「殺人よ、こんにちは」（1985年11月28日） - 有紀子の母親
  - 「展望車殺人事件」（1986年7月31日）
- おんな風林火山 (1986年 - 1987年、TBS)
- 毎度おさわがせしますIII (1987年、TBS)
- プロゴルファー祈子 （1987年 - 1988年、フジテレビ）
- 月曜・女のサスペンス「危険なめぐり逢い　不倫の報酬」（1988年、テレビ東京）[21]
- ドラマスペシャル「芸能界(秘)マネージャー物語」（1990年4月13日、TBS）[22]
- 花嫁戦争[疑問点 – ノート]

### 映画
- 七人の刑事（1963年、松竹）中華料理屋の店員役
- 見上げてごらん夜の星を（1963年、松竹）
- 海抜0米 (1964年、松竹)
- この空のある限り （1964年、松竹）
- 素敵な今晩わ（1965年、松竹）
- 俺たちの恋 (1965年、松竹)
- ぜったい多数（1965年、松竹）
- ちんころ海女っこ（1965年、松竹）[23]
- 雨の中の二人[1]（1966年、松竹）
- 天下の快男児（1966年、松竹）
- 空いっぱいの涙（1966年、松竹）
- 人妻椿（1967年、松竹）
- ハナ肇の一発大冒険(1968年、松竹)
- 進め!ジャガーズ 敵前上陸（1968年、松竹）
- 限りなく透明に近いブルー（1979年、東映）
- 鬼龍院花子の生涯（1982年、東映）
- 探偵物語[1]（1983年、東映洋画）
- 待ち濡れた女（1987年、にっかつ）[24]

### 舞台
- パルコスペース3「ザ ピアノショー」
- ミュージカル「アニーよ銃をとれ」
- ニューオータニ「クリスタルルーム」（1987年、1989年、1991年）
- 東宝現代劇「花月亭の女たち」
- 橋幸夫ショーゲスト（1994年）
- 赤坂「コルドンブルー」（1995年）レビューショー出演
- スイセイ・ミュージカル「プリマドンナ」セシル役（1995年、1998年）
- スイセイ・ミュージカル「夢のタイムリミット」グロリア役（1998年・1999年）

### 吹き替え

#### 女優
- ウーピー・ゴールドバーグ
  - 天使にラブソングを… - デロリス※日本テレビ版
  - 天使にラブ・ソングを2 - デロリス※日本テレビ版
  - ボーイズ・オン・ザ・サイド - ジェーン

- ファラ・フォーセット
  - 地上最強の美女たち! チャーリーズ・エンジェル1,4 - ジル・マンロー
  - 俺たち賞金稼ぎ!!フォール・ガイ - ファラ・フォーセット※本人役
  - スペース・サタン - アレックス※LD版（BD収録）
  - リベンジャー・殺意の女 - マージョリー

#### 映画
- ジェット機奪回指令（1974年） - （クロディーヌ・ロンジェ）
- 殿方ご免遊ばせ - ブリジット・ローリエ（ブリジット・バルドー）

#### ドラマ
- かわいい魔女ジニー（1969年） - ジニー（バーバラ・イーデン〈2代目〉）
- 刑事コロンボ 歌声の消えた海（1976年） - ロザンナ・ウェルズ（フーレー・ボッカー）
- こちらブルームーン探偵社 パイロット版（1985年） - スーザン（レベッカ・スタンリー）
- 名探偵ポワロ エンドハウスの怪事件（1990年） - ニック・バックリー

#### アニメ
- かわいい魔女サブリナ - サブリナ
- ライオン・キング2 シンバズ・プライド（1999年） - ジラ（スザンヌ・プリシェット）

#### 人形劇
- マペット・ショー（1981年） - ラクエル・ウェルチ

#### 邦画
- ゴルゴ13 九竜の首 （1977年） - 麗花 （丹娜）

### 劇場アニメ
- SPACE ADVENTURE コブラ（1982年） - ジェーン[25]

### バラエティ
- 趣味講座 ペットの飼い方（NHK教育、1983年）
- 連想ゲーム（NHK総合）
- オレたちひょうきん族 『タケちゃんマン』（フジテレビ、1984年2月11日）｢置きざりの愛」の巻 - 主婦・道子役
- 西村由紀江の日曜はピアノ気分 （読売テレビ）
- ズバリ!悩みおまかせ （サンテレビ）
- 超豪華!あの人は今! 昭和〜平成を騒がせた 伝説の美女ベスト100（TBS、2003年）
- 金曜プレステージ特別企画　売れなきゃよかった…大ヒットに狂わされた壮絶人生スペシャル!　独占!金曜日の告白SP（フジテレビ、2008年）
- 秋のお宝映像祭り 昭和歌謡ガリベンSP（テレビ朝日、2008年）VTR出演
- 名曲ベストヒット歌謡 （テレビ東京、2008年）
- ミドリのドレミドリ （BSフジ、2008年）

## NHK紅白歌合戦出場歴
| 年度/放送回               | 回 | 曲目     | 出演順 | 対戦相手 |
| ------------------------- | -- | -------- | ------ | -------- |
| 1968年（昭和43年）/第19回 | 初 | 虹色の湖 | 15/23  | 美川憲一 |

## 写真集
- FREE HAND（1994年3月、竹書房、撮影：武藤義）ISBN 978-4884752774